# استیسی پاسون
استیسی پاسون (انگلیسی: Stacie Passon؛ زادهٔ ۱ اکتبر ۱۹۶۹) کارگردان فیلم، فیلم‌نامه‌نویس، هنرپیشه، و تهیه‌کننده فیلم اهل ایالات متحده آمریکا است.
از آثار او می‌توان به فیلم‌ها و مجموعه‌های تلویزیونی همچون ضربه مغزی، مسیر، میلیاردها، دیکینسون، خدایان آمریکایی و پانیشر اشاره کرد.